# Пресси, Фил
Филлип Майкл «Фил» Пресси (англ. Phillip Michael "Phil" Pressey; родился 17 февраля 1991 года в Далласе, штат Техас) — американский баскетбольный тренер, впрошлом профессиональный баскетболист, играл на позиции разыгрывающего защитника.

## Карьера в НБА

### Драфт НБА 2013 года
10 Апреля 2013 года Пресси объявил, что не будет доигрывать свой последний сезон в колледже Миссури и выставит свою кандидатуру на драфт 2013 года. Он заявил об этом на веб сайте баскетбольной команды колледжа. Пресси реализовывал в своем последнем сезоне 37,6 % бросков с игры, однако он играл очень не стабильно и совершал по 3,5 потери за игру. ESPN спрогнозировал, что Пресси будет в лучшем случае выбран в конце второго раунда. Пресси был одним из 60 приглашённых баскетболистов на Драфт Комбайн.

### Бостон Селтикс
После того, как он не был задрафтован на драфте, Пресси подписал контракт с «Бостон Селтикс» для участия в Летней лига НБА 2013 года в Орландо. Раньше он играл за Бостонский Любительский баскетбольный клуб, поэтому он был известен в Бостоне. Его выступление в Летней лиге убедило Бостон подписать с ним контракт 22 июля 2013 года. Контракт был рассчитан на 3 года, за первый сезон он заработал 490 180 долларов США. «Селтикс» начал сезон без ведущего разыгрывающего Рэджона Рондо, который перенёс травму передней крестообразной связки во время предсезонной подготовки. Пресси дебютировал в регулярном сезоне за Бостон в их первой игре в сезоне против «Торонто Рэпторс». Он не играл в следующих трёх играх сезона, но после того, как «Селтикс» проиграли первые 4 игры чемпионата, главный тренер Брэд Стивенс перемешал стартовую пятёрку. 9 января 2013 года, он записал в свой актив 4 передачи и заработал 7 очков за 21 минуту. Он обновил карьерный рекорд, отдав 6 голевых передач 25 ноября 2013 года. 15 января 2014 года, после того как стало точно известно, что Рондо вернётся в состав, Бостон Селтикс обменял двух других защитников Джордана Кроуфорда и Маршона Брукса, освободив путь Пресси в стартовый состав в матче против «Торонто Рэпторс». Пресси отдал 10 передач и не сделал ни одной потери в первой его игре в старте. 22 января Рондо, Эйвери Брэдли, Джеррид Бэйлесс оказались вне стартовой пятёрки и Пресси провёл вторую игру в старте, он обновил свой рекорд по количеству очков, набрав 20 очков против «Вашингтон Уизардс», до того как ушёл с площадки из-за перебора фолов. С тех пор как вернулся Рондо, Пресси иногда давал возможность отдохнуть старшему товарищу. 5 апреля он сделал первый дабл-дабл в карьере в матче против «Детройт Пистонс» с 12 очками и 11 ассистами. 11 апреля он сделал второй дабл-дабл и обновил личный рекорд по количеству передач (13) против «Шарлотт Бобкэтс».
В июле 2014 года Пресси повторно играл за Бостон в Летней лиге 2014 года. Его выступление гарантировало ему место в составе на сезон 2014—2015. 5 февраля 2015 года был переведен в клуб Д-Лиги «Мэн Ред Клоз», однако уже на следующий день был возвращен в состав.
15 июля 2015 года он был отчислен из Бостона.

### Филадельфия Севенти Сиксерс
24 июля 2015 года подписал контракт с «Портленд Трэйл Блэйзерс». Однако был отчислен 23 октября после 4-х предсезонных игр. 25 октября он был подобран командой «Юта Джаз» на драфте отказов, но уже на следующий день клуб из Юты с ним расстался. 1 ноября он был заявлен за фарм-клуб «Юты Джаз» «Айдахо Стэмпид», который играет в Д-Лиге. Однако уже через три дня он подписал контракт с «Филадельфия Севенти Сиксерс», чтобы помочь клубу справиться с большим количеством травмированных игроков. Филадельфии пришлось просить НБА использовать правило расширения ростера клуба до 16 человек, вместо положенных 15 баскетболистов в заявке. Он дебютировал за «76-х» этим же вечером против команды, в которой 8 лет играл его отец «Милуоки Бакс». 4 декабря 2015 года Фил Пресси был отчислен из «Филадельфия Севенти Сиксерс», проведя за них 14 игр.

### Айдахо Стэмпид
7 декабря 2015 года подписал контракт с «Айдахо Стэмпид» из Д-Лиги. Максимально за игру в сезоне за «Айдахо» он два раза набирал 21 очко, а также максимально делал 13 результативных передач, всего за 25 игр за «Стэмпид» он сделал 3 дабл-дабла.

### Финикс Санз
20 февраля 2016 года он подписал десятидневный контракт с «Финикс Санз». На следующий день он дебютировал за новый клуб, записав в свой актив 6 очков, 2 подбора, 5 результативных передач, 1 перехват и 3 блок-шота, за 28 минут игрового времени.

## Личная жизнь
Фил родился в семье Элизабет и Пола Пресси. Вместе у них было четыре ребёнка. Его отец в прошлом баскетболист, провёл 724 игры в НБА, за «Милуоки Бакс», «Сан-Антонио Спёрс», «Голден Стэйт Уорриорз». Его старший брат также является баскетболистом, они вместе играли за университет Миссури. Старшая сестра Фила — волейболистка.

## Статистика

### Статистика в НБА
| Сезон                                                                                    | Команда     | Регулярный сезон | Регулярный сезон | Регулярный сезон | Регулярный сезон | Регулярный сезон | Регулярный сезон | Регулярный сезон | Регулярный сезон | Регулярный сезон | Регулярный сезон | Регулярный сезон | Серия плей-офф | Серия плей-офф | Серия плей-офф | Серия плей-офф | Серия плей-офф | Серия плей-офф | Серия плей-офф | Серия плей-офф | Серия плей-офф | Серия плей-офф | Серия плей-офф |
| Сезон                                                                                    | Команда     | GP               | GS               | MPG              | FG%              | 3P%              | FT%              | RPG              | APG              | SPG              | BPG              | PPG              | GP             | GS             | MPG            | FG%            | 3P%            | FT%            | RPG            | APG            | SPG            | BPG            | PPG            |
| ---------------------------------------------------------------------------------------- | ----------- | ---------------- | ---------------- | ---------------- | ---------------- | ---------------- | ---------------- | ---------------- | ---------------- | ---------------- | ---------------- | ---------------- | -------------- | -------------- | -------------- | -------------- | -------------- | -------------- | -------------- | -------------- | -------------- | -------------- | -------------- |
| 2013/14                                                                                  | Бостон      | 75               | 11               | 15,1             | 30,8             | 26,4             | 64,4             | 1,4              | 3,2              | 0,9              | 0,1              | 2,8              | Не участвовал  | Не участвовал  | Не участвовал  | Не участвовал  | Не участвовал  | Не участвовал  | Не участвовал  | Не участвовал  | Не участвовал  | Не участвовал  | Не участвовал  |
| 2014/15                                                                                  | Бостон      | 50               | 0                | 12,0             | 36,8             | 24,6             | 67,3             | 1,6              | 2,3              | 0,6              | 0,1              | 3,5              | 2              | 0              | 2,6            | 0,0            | 0,0            | -              | 0,5            | 0,0            | 0,0            | 0,5            | 0,0            |
| 2015/16                                                                                  | Филадельфия | 14               | 0                | 12,1             | 38,2             | 30,8             | 50,0             | 1,6              | 3,3              | 0,8              | 0,1              | 3,9              | Не участвовал  | Не участвовал  | Не участвовал  | Не участвовал  | Не участвовал  | Не участвовал  | Не участвовал  | Не участвовал  | Не участвовал  | Не участвовал  | Не участвовал  |
| 2015/16                                                                                  | Финикс      | 9                | 0                | 12,6             | 39,1             | 0,0              | 57,1             | 0,9              | 3,2              | 0,8              | 0,3              | 2,4              | Не участвовал  | Не участвовал  | Не участвовал  | Не участвовал  | Не участвовал  | Не участвовал  | Не участвовал  | Не участвовал  | Не участвовал  | Не участвовал  | Не участвовал  |
|                                                                                          | Всего       | 148              | 11               | 13,6             | 34,1             | 25,4             | 63,0             | 1,5              | 2,9              | 0,8              | 0,1              | 3,2              | 2              | 0              | 2,6            | 0,0            | 0,0            | -              | 0,5            | 0,0            | 0,0            | 0,5            | 0,0            |
| Наведите курсор мыши на аббревиатуры в заголовке таблицы, чтобы прочесть их расшифровку. |             |                  |                  |                  |                  |                  |                  |                  |                  |                  |                  |                  |                |                |                |                |                |                |                |                |                |                |                |

### Статистика в Джи-Лиге
| Сезон                                                                                    | Команда             | Регулярный сезон | Регулярный сезон | Регулярный сезон | Регулярный сезон | Регулярный сезон | Регулярный сезон | Регулярный сезон | Регулярный сезон | Регулярный сезон | Регулярный сезон | Регулярный сезон | Серия плей-офф | Серия плей-офф | Серия плей-офф | Серия плей-офф | Серия плей-офф | Серия плей-офф | Серия плей-офф | Серия плей-офф | Серия плей-офф | Серия плей-офф | Серия плей-офф |
| Сезон                                                                                    | Команда             | GP               | GS               | MPG              | FG%              | 3P%              | FT%              | RPG              | APG              | SPG              | BPG              | PPG              | GP             | GS             | MPG            | FG%            | 3P%            | FT%            | RPG            | APG            | SPG            | BPG            | PPG            |
| ---------------------------------------------------------------------------------------- | ------------------- | ---------------- | ---------------- | ---------------- | ---------------- | ---------------- | ---------------- | ---------------- | ---------------- | ---------------- | ---------------- | ---------------- | -------------- | -------------- | -------------- | -------------- | -------------- | -------------- | -------------- | -------------- | -------------- | -------------- | -------------- |
| 2014/15                                                                                  | Мэн Ред Клоз        | 1                | 1                | 42,4             | 44,0             | 33,3             | 75,0             | 7,0              | 9,0              | 3,0              | 0,0              | 34,0             | Не участвовал  | Не участвовал  | Не участвовал  | Не участвовал  | Не участвовал  | Не участвовал  | Не участвовал  | Не участвовал  | Не участвовал  | Не участвовал  | Не участвовал  |
| 2015/16                                                                                  | Айдахо Стэмпид      | 31               | 25               | 35,6             | 43,0             | 33,6             | 70,8             | 4,5              | 6,8              | 2,0              | 0,3              | 13,7             | Не участвовал  | Не участвовал  | Не участвовал  | Не участвовал  | Не участвовал  | Не участвовал  | Не участвовал  | Не участвовал  | Не участвовал  | Не участвовал  | Не участвовал  |
| 2016/17                                                                                  | Санта-Круз Уорриорз | 46               | 45               | 33,4             | 39,6             | 33,1             | 77,0             | 5,3              | 8,0              | 2,1              | 0,2              | 18,0             | 3              | 3              | 32,5           | 31,3           | 33,3           | 83,3           | 4,3            | 7,0            | 0,3            | 0,7            | 10,0           |
|                                                                                          | Всего               | 78               | 71               | 34,3             | 40,8             | 33,3             | 75,0             | 5,0              | 7,6              | 2,1              | 0,2              | 16,5             | 3              | 3              | 32,5           | 31,3           | 33,3           | 83,3           | 4,3            | 7,0            | 0,3            | 0,7            | 10,0           |
| Наведите курсор мыши на аббревиатуры в заголовке таблицы, чтобы прочесть их расшифровку. |                     |                  |                  |                  |                  |                  |                  |                  |                  |                  |                  |                  |                |                |                |                |                |                |                |                |                |                |                |

### Статистика в NCAA
| Сезон | Команда | Conf   | Class | GP | GS | MPG  | FG%  | 3P%  | FT%  | RPG | APG | SPG | BPG | PPG  |
| --- | ------- | ------ | ----- | -- | -- | ---- | ---- | ---- | ---- | --- | --- | --- | --- | ---- |
| 2010/11 | Миссури | Big 12 | FR    | 30 | 12 | 22,3 | 38,7 | 36,1 | 76,1 | 2,3 | 3,9 | 2,0 | 0,0 | 6,5  |
| 2011/12 | Миссури | Big 12 | SO    | 35 | 35 | 32,1 | 42,8 | 36,5 | 77,5 | 3,3 | 6,4 | 2,1 | 0,1 | 10,3 |
| 2012/13 | Миссури | SEC    | JR    | 34 | 34 | 33,9 | 37,6 | 32,4 | 73,5 | 3,3 | 7,1 | 1,8 | 0,1 | 11,9 |
| Всего | Всего   | Всего  | Всего | 99 | 81 | 29,7 | 39,5 | 34,7 | 75,7 | 3,0 | 5,9 | 2,0 | 0,1 | 9,7  |
| Наведите курсор мыши на аббревиатуры в заголовке таблицы, чтобы прочесть их расшифровку Статистика приведена с сайта sports-reference.com |         |        |       |    |    |      |      |      |      |     |     |     |     |      |

### Статистика в других лигах
| Сезон | Команда               | Лига                  | GP  | GS  | MPG  | FG%  | 3P%  | FT%  | RPG | APG | SPG | BPG | PFL | TOV | PPG  |
| --- | --------------------- | --------------------- | --- | --- | ---- | ---- | ---- | ---- | --- | --- | --- | --- | --- | --- | ---- |
| 2017/18 | Все клубы             | Все лиги              | 43  | 2   | 11,4 | 38,3 | 25,9 | 61,1 | 1,2 | 1,9 | 0,8 | 0,0 | 1,6 | 0,8 | 4,5  |
| 2017/18 | Барселона             | Чемпионат Испании     | 25  | 1   | 10,6 | 36,7 | 26,0 | 59,0 | 1,0 | 1,8 | 1,0 | 0,0 | 1,4 | 0,7 | 4,6  |
| 2017/18 | Барселона             | Евролига              | 18  | 1   | 12,5 | 40,5 | 25,7 | 66,7 | 1,6 | 2,1 | 0,6 | 0,1 | 1,8 | 1,0 | 4,4  |
| 2018/19 | Все клубы             | Все лиги              | 44  | 32  | 20,5 | 40,4 | 36,1 | 73,3 | 2,4 | 4,0 | 1,5 | 0,1 | 2,3 | 1,4 | 6,9  |
| 2018/19 | Бешикташ              | Чемпионат Турции      | 27  | 20  | 20,9 | 40,0 | 34,8 | 69,2 | 2,7 | 4,0 | 1,5 | 0,1 | 2,2 | 1,4 | 7,1  |
| 2018/19 | Бешикташ              | Лига чемпионов ФИБА   | 15  | 10  | 20,3 | 40,4 | 38,0 | 76,5 | 2,0 | 4,2 | 1,6 | 0,1 | 2,3 | 1,7 | 6,9  |
| 2018/19 | Бешикташ              | Кубок Турции          | 2   | 2   | 17,1 | 50,0 | 50,0 | -    | 1,0 | 3,0 | 0,5 | 0,0 | 2,0 | 0,0 | 4,0  |
| 2019/20 | Эстудиантес           | Чемпионат Испании     | 23  | 22  | 26,0 | 32,8 | 29,8 | 75,9 | 2,6 | 4,7 | 2,4 | 0,1 | 2,5 | 2,0 | 7,9  |
| 2020/21 | Все клубы             | Все лиги              | 39  | 39  | 24,0 | 44,2 | 37,8 | 72,9 | 2,5 | 3,9 | 1,4 | 0,1 | 2,4 | 1,8 | 9,1  |
| 2020/21 | Ольденбург            | Чемпионат Германии    | 37  | 37  | 23,8 | 44,6 | 37,4 | 73,5 | 2,6 | 4,0 | 1,4 | 0,1 | 2,4 | 1,9 | 9,2  |
| 2020/21 | Ольденбург            | Кубок Германии        | 2   | 2   | 28,8 | 35,7 | 44,4 | 50,0 | 1,5 | 2,5 | 1,0 | 0,0 | 2,5 | 1,5 | 7,5  |
| 2021/22 | Все клубы             | Все лиги              | 41  | 41  | 24,8 | 40,6 | 33,5 | 73,1 | 3,1 | 5,6 | 2,1 | 0,1 | 2,7 | 2,0 | 9,6  |
| 2021/22 | Ольденбург            | Чемпионат Германии    | 34  | 34  | 24,7 | 40,9 | 34,4 | 74,5 | 3,3 | 6,0 | 2,1 | 0,1 | 2,8 | 2,1 | 10,1 |
| 2021/22 | Ольденбург            | Лига чемпионов ФИБА   | 6   | 6   | 25,0 | 39,1 | 26,1 | 66,7 | 2,0 | 3,5 | 2,2 | 0,2 | 2,7 | 1,3 | 8,3  |
| 2021/22 | Ольденбург            | Кубок Германии        | 1   | 1   | 26,7 | 33,3 | -    | -    | 2,0 | 5,0 | 3,0 | 0,0 | 2,0 | 2,0 | 2,0  |
| Всего | Всего                 | Всего                 | 190 | 136 | 20,8 | 39,8 | 33,5 | 70,9 | 2,3 | 4,0 | 1,5 | 0,1 | 2,3 | 1,6 | 7,5  |
| В Лиге чемпионов ФИБА | В Лиге чемпионов ФИБА | В Лиге чемпионов ФИБА | 21  | 16  | 21,7 | 40,0 | 34,2 | 72,4 | 2,0 | 4,0 | 1,8 | 0,1 | 2,4 | 1,6 | 7,3  |
| В чемпионате Испании | В чемпионате Испании  | В чемпионате Испании  | 48  | 23  | 18,0 | 34,2 | 28,7 | 66,2 | 1,7 | 3,2 | 1,6 | 0,0 | 1,9 | 1,3 | 6,2  |
| В чемпионате Германии | В чемпионате Германии | В чемпионате Германии | 71  | 71  | 24,2 | 42,6 | 35,7 | 73,9 | 2,9 | 5,0 | 1,7 | 0,1 | 2,6 | 2,0 | 9,6  |
| Наведите курсор мыши на аббревиатуры в заголовке таблицы, чтобы прочесть их расшифровку Статистика приведена с сайта basketball.realgm.com |                       |                       |     |     |      |      |      |      |     |     |     |     |     |     |      |